# Corbis
La Corbis Corporation,  ou Corbis Corporate, est une entreprise d'achat et de vente de photographies et de films basée à  Seattle, Washington, propriété personnelle de Bill Gates.

## Histoire
Bill Gates crée cette entreprise en 1989 sous le nom de Interactive Home Systems, nom qui a été changé en Continuum Productions en 1994 puis en Corbis Corporation l'année suivante.
Elle a racheté la Bettmann Archive en 1995, suivi de Sygma en 1999, dans le but de construire une immense photothèque numérique à but commercial. Corbis est aujourd'hui propriétaire de plusieurs dizaines de millions d'images de référence. Cette entreprise doit donc s'assurer de la signature permanente de contrats en bonne et due forme. Chaque photographe, chaque salarié, doit avoir cédé ses droits pour la durée maximale, pour tous les territoires et tous les supports possibles.
En janvier 2016, Visual China Group, une entreprise chinoise annonce l'acquisition de Corbis pour un montant inconnu. En parallèle, Visual China Group annonce la signature d'un accord de distribution, hors de la Chine, avec Getty Images pour le contenu des collections de Corbis. Corbis Entertaiment reste la propriété de Bill Gates mais va changer de nom, les marques appartenant maintenant à VCG[réf. nécessaire].